# كأس الخليج للأندية 2015
كأس الخليج للأندية 2015 هو موسم من كأس الخليج للأندية. شارك فيه  12 فريقاً، وفاز فيه نادي الشباب الإماراتي.